# Schradera costaricensis
Schradera costaricensis är en måreväxtart som beskrevs av John Duncan Dwyer. Schradera costaricensis ingår i släktet Schradera och familjen måreväxter.
Artens utbredningsområde är Costa Rica. Inga underarter finns listade i Catalogue of Life.